# Mistrzostwa NCAA Division I w Zapasach w 1960
Mistrzostwa NCAA Division I w zapasach rozgrywane były w College Park w dniach 24–26 marca 1960 roku. Zawody odbyły się w Cole Field House, na terenie Uniwersytetu Maryland.
- Outstanding Wrestler – Dave Auble

## Wyniki

### Drużynowo
| Kolejność | Szkoła                 | Zespół               |
| --------- | ---------------------- | -------------------- |
| 1.        | University of Oklahoma | Sooners              |
| 2.        | Iowa State University  | Cyclones             |
| 3.        | University of Wyoming  | Cowboys and Cowgirls |
| 4.        | University of Iowa     | Hawkeyes             |

### All American

#### 115 lb
| Lp. | Zawodnik           | Szkoła       |
| --- | ------------------ | ------------ |
| 1.  | Gray Simons        | Lock Haven   |
| 2.  | Dick Wilson        | Toledo       |
| 3.  | Dennis Friedericks | Iowa State   |
| 4.  | Mitsi Tamura       | Oregon State |

#### 123 lb
| Lp. | Zawodnik      | Szkoła         |
| --- | ------------- | -------------- |
| 1.  | Dave Auble    | Cornell        |
| 2.  | Masaaki Hatta | Oklahoma State |
| 3.  | Dave Hansen   | Wyoming        |
| 4.  | Tony Macias   | Oklahoma       |

#### 130 lb
| Lp. | Zawodnik       | Szkoła     |
| --- | -------------- | ---------- |
| 1.  | Stan Abel      | Oklahoma   |
| 2.  | Larry Lauchle  | Pittsburgh |
| 3.  | John Kelly     | Iowa       |
| 4.  | Ron Hutcherson | Indiana    |

#### 137 lb
| Lp. | Zawodnik      | Szkoła     |
| --- | ------------- | ---------- |
| 1.  | Les Anderson  | Iowa State |
| 2.  | Lester Austin | Syracuse   |
| 3.  | Mike Leta     | Rutgers    |
| 4.  | Pat Semary    | Kent State |

#### 147 lb
| Lp. | Zawodnik    | Szkoła     |
| --- | ----------- | ---------- |
| 1.  | Larry Hayes | Iowa State |
| 2.  | Jerry Frude | Wyoming    |
| 3.  | Ralph Clark | Lock Haven |
| 4.  | Dom Fatta   | Purdue     |

#### 157 lb
| Lp. | Zawodnik     | Szkoła       |
| --- | ------------ | ------------ |
| 1.  | Art Kraft    | Northwestern |
| 2.  | Thad Turner  | Lehigh       |
| 3.  | Bob Marshall | Purdue       |
| 4.  | Ron Pifer    | Penn State   |

#### 167 lb
| Lp. | Zawodnik          | Szkoła         |
| --- | ----------------- | -------------- |
| 1.  | Dick Ballinger    | Wyoming        |
| 2.  | Ronnie Clinton    | Oklahoma State |
| 3.  | Dennis Fitzgerald | Michigan       |
| 4.  | Bob Koehen        | Minnesota      |

#### 177 lb
| Lp. | Zawodnik       | Szkoła            |
| --- | -------------- | ----------------- |
| 1.  | Roy Conrad     | Northern Illinois |
| 2.  | David Campbell | Oklahoma          |
| 3.  | Al Rushatz     | Army              |
| 4.  | Bruce Campbell | Oklahoma State    |

#### 191 lb
| Lp. | Zawodnik       | Szkoła     |
| --- | -------------- | ---------- |
| 1.  | George Goodner | Oklahoma   |
| 2.  | Jack Stanbro   | Ithaca     |
| 3.  | Paul Eckley    | Waynesburg |
| 4.  | Gordon Trapp   | Iowa       |

#### Open
| Lp. | Zawodnik        | Szkoła       |
| --- | --------------- | ------------ |
| 1.  | Dale Lewis      | Oklahoma     |
| 2.  | Sherwyn Thorson | Iowa         |
| 3.  | John Oberly     | Penn State   |
| 4.  | Rory Weber      | Northwestern |